# Naturschutzgebiet Kleine Henne / Bockenberg

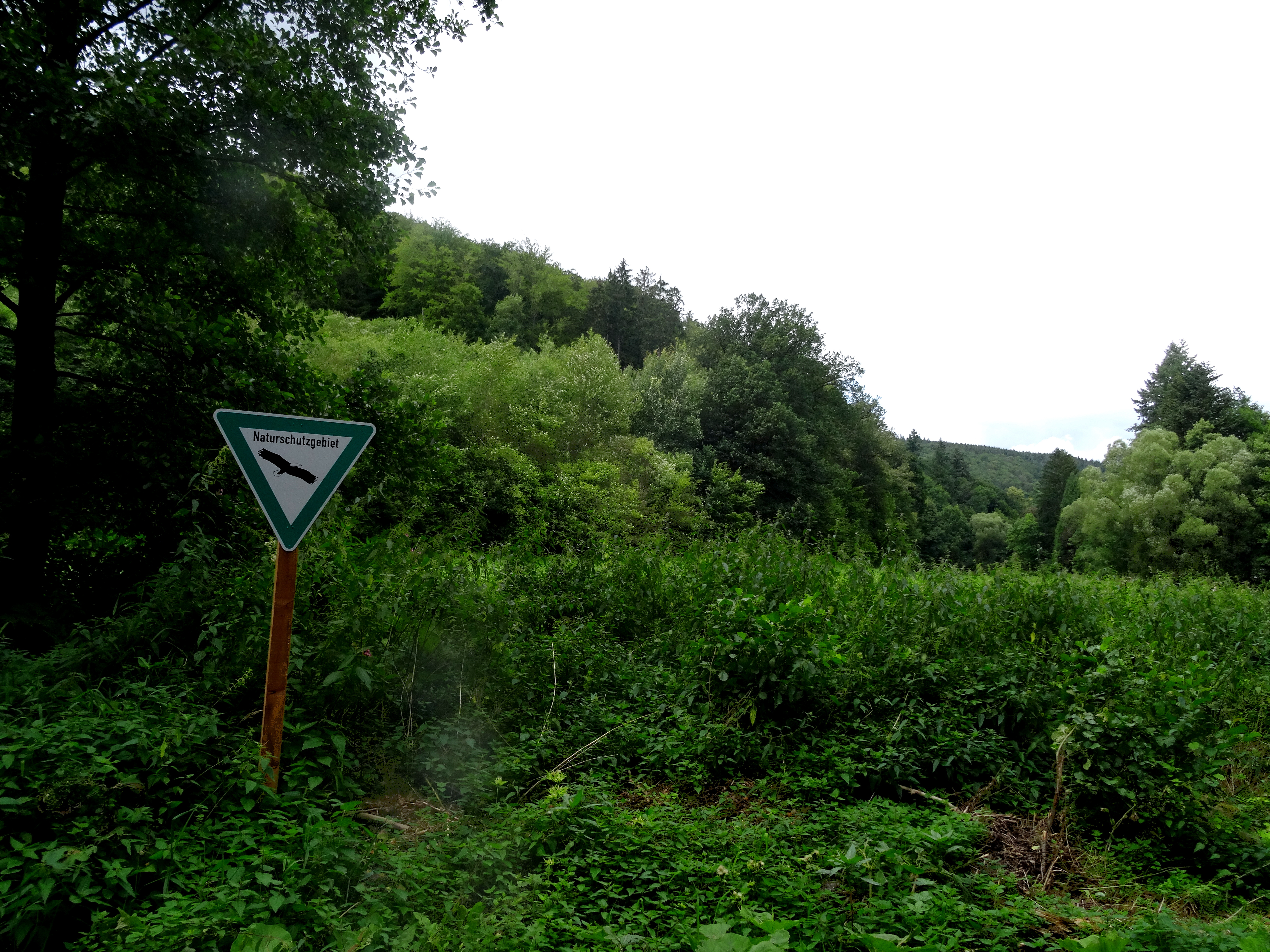
Naturschutzgebiet Kleine Henne

Das Naturschutzgebiet Kleine Henne / Bockenberg mit einer Flächengröße von 49,91 ha liegt südwestlich von Löllinghausen im Stadtgebiet von Meschede. Es wurde 2020 vom Kreistag des Hochsauerlandkreises mit dem Landschaftsplan Meschede als Naturschutzgebiet (NSG) ausgewiesen. Das Grünland des heutigen NSG gehörte von 1994 bis 2020 zum Landschaftsschutzgebiet Talräume der Kleinen Henne und Nebentäler zwischen Löttmaringhausen und Löllinghausen, während die Waldbereiche zum Landschaftsschutzgebiet Meschede und zum Naturschutzgebiet Laubwald nördlich Drasenbeck gehörten.

## Gebietsbeschreibung
Beim NSG handelt es sich um die Talzüge der Kleinen Henne und des Remblinghausener Baches (anderer Name Salmensiepen), zum anderen die bewaldete Diabaskuppe des Bockenberges zwischen beiden Bachtälern. Die Kleine Henne bildet im NSG ein grünlandgenutztes Tal. Der naturnahe Bach verläuft am südlichen Talrand und wird streckenweise von offenen Felsen am Hangfuß, durchweg aber von einem Ufergehölzstreifen begleitet. Südlich von Löllinghausen verschwenkt der Fluss auf die linke Talseite unmittelbar an den östlichen Bockenberg-Ausläufer, auf dessen steiler Hangkante ein strukturreicher Buchenwald mit den auf solchen Unterhängen typischen Eichen-Hainbuchen-Beimischungen stockt. Das Grünland ist stellenweise feucht und zusätzlich zu den begrenzenden Waldsäumen durch einige Gehölze gegliedert. Südlich der Bockenberg-Kuppe wird das Grünland durch eine Fichtenaufforstung unterbrochen. Ein Graben in den südlichen Wiesen bildet, etwas weiter nördlich, das letzte sichtbare Relikt des alten Mühlenstandortes der Henne- oder Baldeborner Mühle. Einen völlig anderen Eindruck vermittelt der Talzug des Remblinghausener Baches. Unterhalb der Sägemühle (Remblinghausen) bildet es ein sehr schmales, überwiegend feuchtes, Grünlandtal. Dieses Grünlandtal liegt 20 bis 10 m über dem Niveau der Wiesen an der Kleinen Henne, welche nur 80 m weiter östlich liegen. Der Bach umfließt den Bockenberg auf der Westseite. Angrenzend prägen seggen- und binsenreiche Feuchtweiden mit einzelnen eiszeitlich verfrachteten Diabas-Wanderblöcken den schwach geneigten Tannenberg-Unterhang. Nördlich davon entspringt in einer erlenbestockten Quellmulde ein kleiner Zufluss zum Salmensiepen.
Der Bockenberg zwischen den beiden Bachtälern besteht aus Diabas. Am Bockenberg tritt der Diabas auf großer Fläche im Bergkuppenbereich und an der Süd- und Ostseite mit Felsen und Blockschutt zutage. In diesem Felsbereichen konzentrieren sich ältere Fichtenaufforstungen. Der nördliche und westliche Hang wird von einem Buchen-Hallenwald dominiert, der bis in den südlichen blockschuttreichen Hangfuß reicht. Auch der südöstliche, bewaldete Ausläufer des NSG betrifft einen Buchen-Eichen-Mischwald mit starkem Baumholz, reichlicher Buchennaturverjüngung und einzelnen Diabasfelsblöcken. Er weist eine relativ üppige Krautschicht auf und wird standörtlich im Osten durch ein Siepen ökologisch aufgewertet. Dieses Siepen wurde im Zuge des ehemaligen Gesteinsabbaus im Drasenbecker Diabassteinbruch erheblich in seinem Verlauf verändert. Im Siepen liegen auch verlandete Teiche. Sowohl in diesem Siepental als auch an der Kleinen Henne befinden sich Boden-Vernässungen mit bachbegleitenden Erlenwäldern und anderen Weideninseln.

## Schutzzweck
Zum Schutzzweck des NSG führt der Landschaftsplan auf: „Erhaltung eines äußerst vielfältigen, erdgeschichtlich interessanten Kulturlandschaftskomplexes mit besonderen Waldstandorten und zwei unterschiedlichen, tlw. sehr eng nebeneinander verlaufenden Grünlandtälern; Schutz der Biotopqualität der Feuchtstandorte im Wald und im Offenland, der Fels- und Blockschuttbereiche und der strukturreichen Buchenwälder; Sicherung eines Landschaftsraumes, der kaum durch außerland- und -forstwirtschaftliche Tätigkeiten gestört ist und dadurch z. B. auch Qualitäten als Nahrungshabitat für gefährdete Waldvogelarten aufweist; in Teilbereichen ökologische Optimierung von Sonderstandorten durch Unterstützung naturnaher Waldgesellschaften bzw. extensiver Grünlandnutzung.“

## Nadelholz
Auf Teilflächen ist weiterhin Nadelholzanbau mit einem Anteil von maximal 20 % einzelstammweise, trupp-, gruppen- oder horstweise zulässig.